# Geron binatus
Geron binatus är en tvåvingeart som beskrevs av Scarbrough 1985. Geron binatus ingår i släktet Geron och familjen svävflugor. Inga underarter finns listade i Catalogue of Life.